# Neopachytychius squamosus
Neopachytychius squamosus (лат.) — вид мелких жуков-долгоносиков из подсемейства Cyclominae (Listroderini), единственный в составе рода Neopachytychius. Встречаются в Южной Америке (Аргентина, Боливия, Уругвай, Чили). Длина тела жуков от 3,8 до 6,5 мм. Рострум среднего размера; опушение состоит из субокруглых чешуек и щетинок; переднеспинка субокруглая; жвалы и фрингеальный глоточный отросток длинные и узкие; имеются дорсальные кили на роструме; прикрепление усиков дистальное; постокулярные доли развиты слабо; надкрылья продолговато-овальные. Neopachytychius включён в подтрибу Palaechthina из трибы Listroderini и близок к родам Anorthorhinus, Haversiella, Gunodes, Listronotus, Inaccodes, Palaechthus, Palaechtodes, Steriphus, Tristanodes.
Вид и род были впервые описаны в 1939 году.
Биология не изучена, питаются предположительно (как и близкие группы) листьями (имаго) и корнями растений (личинки).